# Sede central de la Société Générale
La sede de Société Générale es la sede y sucursal central del banco francés Société Générale.
Está ubicado en el número 29 del boulevard Haussmann en el IX Distrito de la ciudad de París en la región de Île-de-France.
Este edificio ocupa un vasto cuadrilátero rodeado por tres ejes, a saber, Boulevard Haussmann, Rue Halévy y Rue Gluck, pero también por Place Jacques-Rouché.. Se encuentra no lejos de la Ópera Garnier y frente a las Galerías Lafayette Haussmann.

## Historia
A principios del siglo XX, Société Générale, fundada en 1864, decidió trasladar su sede del 54 al 56 de la rue de Provence, para un edificio mucho más grande. Su elección recayó en un vasto cuadrilátero de siete edificios, construido entre 1867 y 1871 por el arquitecto Charles Rohault de Fleury, durante las instalaciones del barón Haussmann para servir como marco arquitectónico para la Ópera Garnier. En competencia con la vecina Galerías Lafayette, el banco formalizó su proyecto de compra el 2 de abril de 1906 e inmediatamente encargó al arquitecto Jacques Hermant la realización de importantes trabajos de desarrollo.
Aunque el exterior, muy poco modificado, cuenta, gracias a una dispensa especial, con un pabellón central en la entrada al 29, boulevard Haussmann, los interiores de los edificios están totalmente destruidos y reconstruidos al más puro estilo art new. Jacques Hermant utiliza entonces todos los materiales más nobles, como varias variedades de mármol, herrajes, mosaicos y bronce, pero también los más innovadores, como el acero y el hormigón armado. El edificio también dispone de calefacción central y es uno de los primeros de la capital en tener electricidad en todas las plantas.
la26 juin 191226 de junio de 1912 , después de seis años de trabajo, la sede fue inaugurada en presencia del barón Hély d'Oissel, presidente de Société Générale.
En 1915, el banco, después de haber instalado allí inicialmente su dirección general, convirtió oficialmente el edificio en su sede y en 1919 se iniciaron unas obras de ampliación del edificio existente.
En 2011, tras cien años de actividad, el edificio fue completamente restaurado bajo la dirección de Ursula Biuso, arquitecta patrimonial. Todavía hoy es la sede del grupo, mientras que la sede de la dirección general se trasladó a las oficinas de La Défense.

## Arquitectura y descripción
El edificio, que data de finales del Segundo Imperio, y se extiende sobre una superficie total de 2600m2, no sufrió casi ninguna modificación exterior importante, salvo la reparación de las fachadas de la planta baja que luego acogía los escaparates de numerosas tiendas y puestos., a favor de las arcadas de medio punto . Únicamente se creó un pabellón central en el 29, boulevard Haussmann, que constituye la entrada principal al establecimiento. Este tiene un frontón triangular, cuyas alegorías «la ciudad» rodeada por el «río» y «Mercury» son obra del escultor Jean Luc. Las seis estatuas, adosadas al tercer piso de este pabellón, obra del mismo artista y que representan las actividades del comercio y la industria, no se instalaron hasta 1919.
Los interiores son, por su parte, completamente rediseñados, luego el arquitecto procede a uno de los primeros casos de "fachadismo" en la capital y hace demoler completamente la mampostería y los pisos interiores, quedando solo las fachadas, se reemplaza el conjunto. por un vasto refuerzo de acero y hormigón armado.

### El gran salón

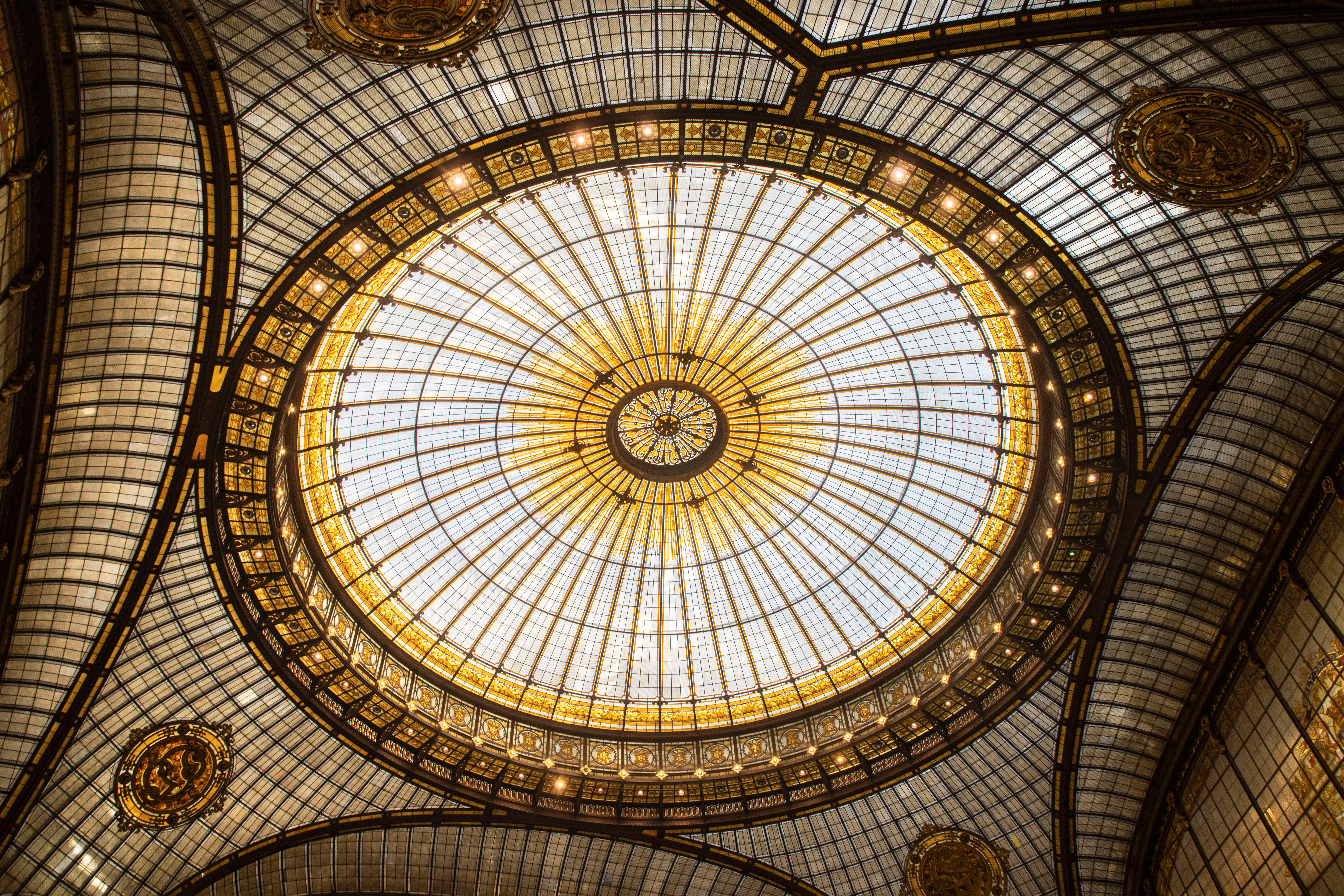
La cúpula Art Nouveau.

De forma trapezoidal, ocupa buena parte del edificio. La cúpula con pináculos, puramente decorativa, es obra del maestro vidriero Jacques Galland, que obtuvo el encargo para su realización gracias al patrocinio del abuelo de su mujer, el compositor Charles Gounod.
Culmina a 23m y su rosetón central tiene un diámetro de 18m. Pasa por alto el queso, amplio mostrador circular que alberga oficinas en espacio abierto . El conjunto está suspendido de un par exterior, en estructura metálica, realizado por la empresa Moisant-Laurent & Savey.
La cúpula tiene, en sus cuatro grandes arcadas, las representaciones de las cuatro principales ciudades del país en ese momento, a saber, París, Lyon, Marsella y Burdeos, pero también cuatro grandes escudos en las esquinas, que llevan el monograma " SG », así como catorce medallones de bronce, que representan las principales otras ciudades donde el banco estaba entonces presente, en particular Toulouse, Dijon, Nancy, Lille o Le Havre.
Este salón también tiene una decoración de herrajes que representan motivos de hojas de roble y bellotas, símbolo de poder y solidez, pero también de hojas de acanto, símbolo de victoria, en este caso de progreso. El suelo, por su parte, es de mosaico, obra de los ceramistas Alphonse Gentil y François-Eugène Bourdet, también tiene doce placas de bronce perforadas que ocultan las boquillas de calefacción y ventilación.
Las obras de 1919 agregaron un entrepiso a esta amplia sala, para permitir la instalación de oficinas adicionales, con el fin de satisfacer una clientela en rápido crecimiento.

### Sala de la bóveda

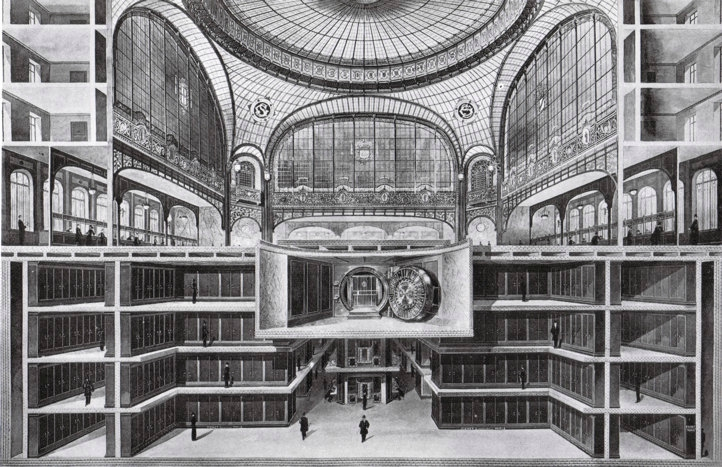
Grabado seccional que muestra los cuatro sótanos de la bóveda.

Realizado sobre el modelo americano de la época, se ubica bajo el gran salón, está compuesto por cuatro niveles de hormigón armado, el más bajo de los cuales tiene 11 m de profundidad. Contiene 8134 compartimentos dispuestos en 399 armarios, pero también 22 bóvedas.
La impresionante puerta que cierra el conjunto, es obra de la casa Fichet y procede de las ferrerías de Creusot. Fabricado en acero blindado, de 40 cm de espesor y 2,76 m de diámetro, pesa 18 toneladas. Una rejilla-tambor también blindada, sigue a ésta y pesa por su parte, no menos de 5 toneladas.
Los diferentes niveles se embellecen con decoraciones realizadas, por economía, en báculo de yeso moldeado y fibras vegetales y se equipan también con mobiliario compuesto por sillas de madera y pupitres de latón y cristal, todavía presentes en la actualidad. . Estos, debido a la presencia del latón que entonces se usaba en el diseño de las armas, son pintados por los empleados para escapar del saqueo de los alemanes durante la Segunda Guerra Mundial.

## En las artes

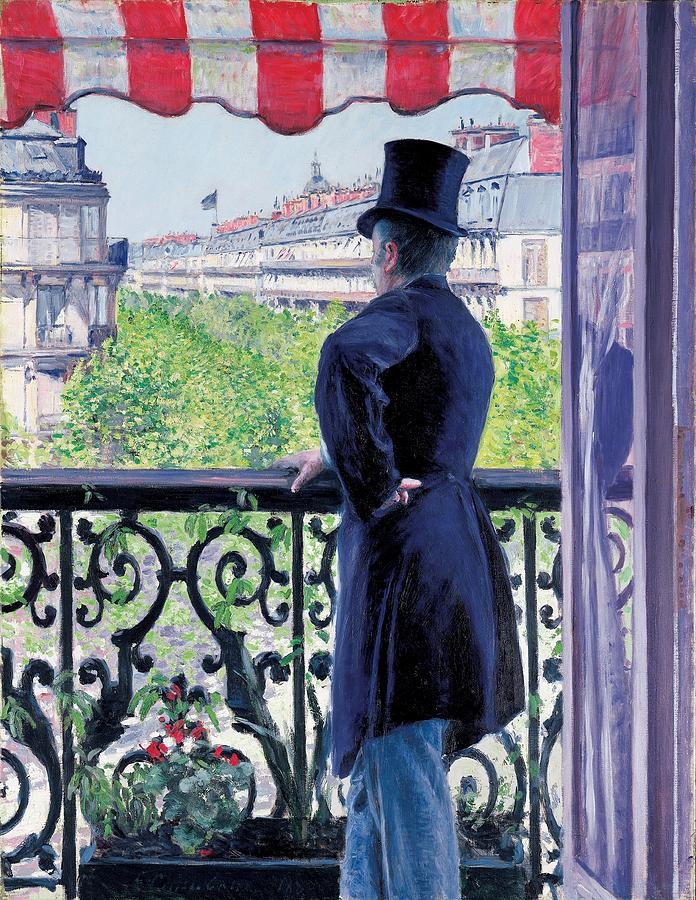

El pintor Gustave Caillebotte alquiló allí, con su hermano Martial, un apartamento en el antiguo edificio del número 31, ahora en la esquina del boulevard Haussmann y la rue Gluck. Allí pintó varios cuadros, entre los que destaca " El hombre del balcón en representación de un amigo de la infancia, Maurice Brault.

## Protección
Está catalogado como monumento histórico en su totalidad por orden del 30 de diciembre de 1977.
El acceso a la agencia ya la entrada a la sala de seguridad es gratuito durante el horario de apertura y se realizan visitas guiadas de unos 45 minutos durante las Jornadas Europeas del Patrimonio.

## Galería

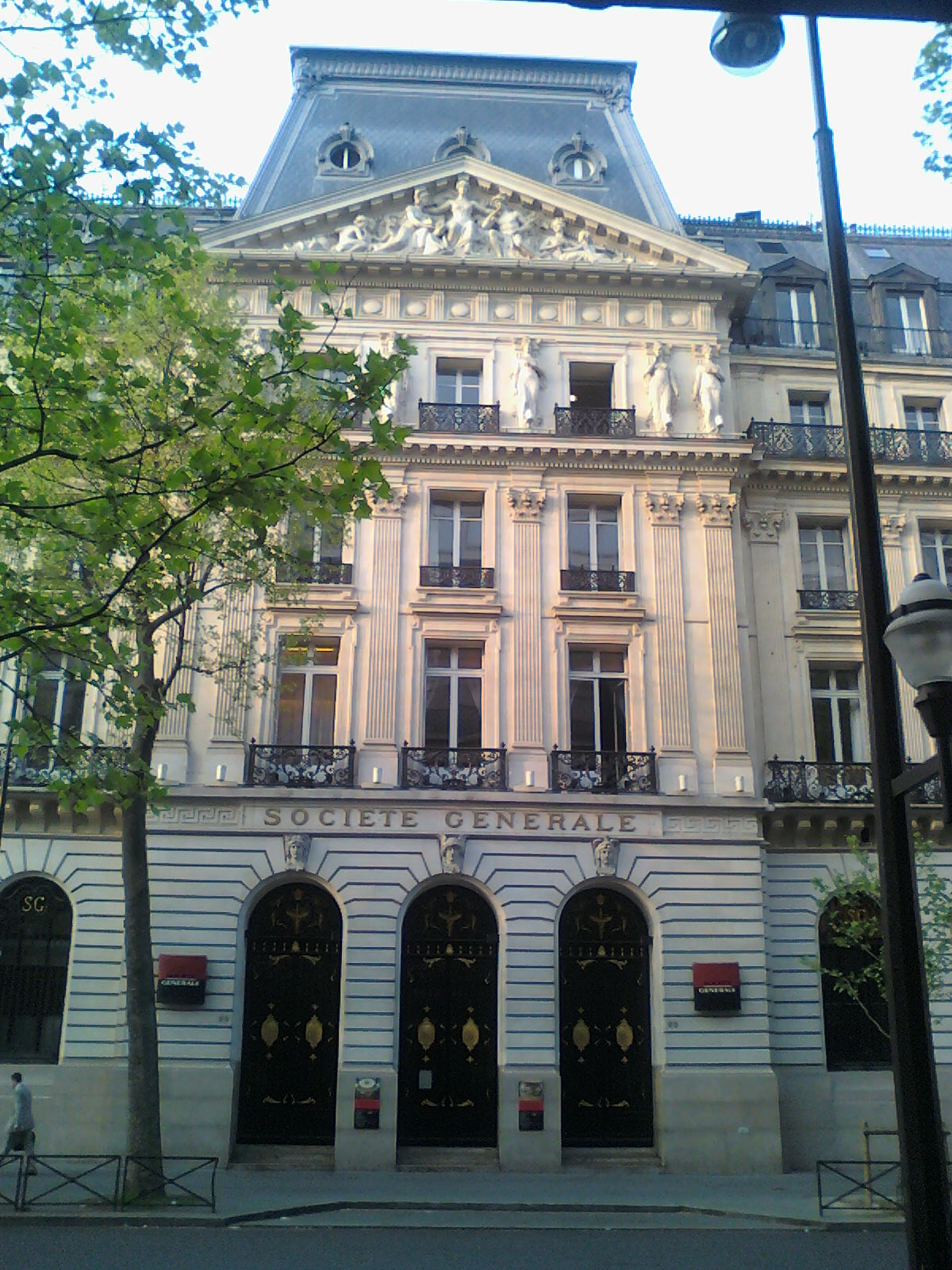
La entrada principal, ubicada Boulevard Haussmann.
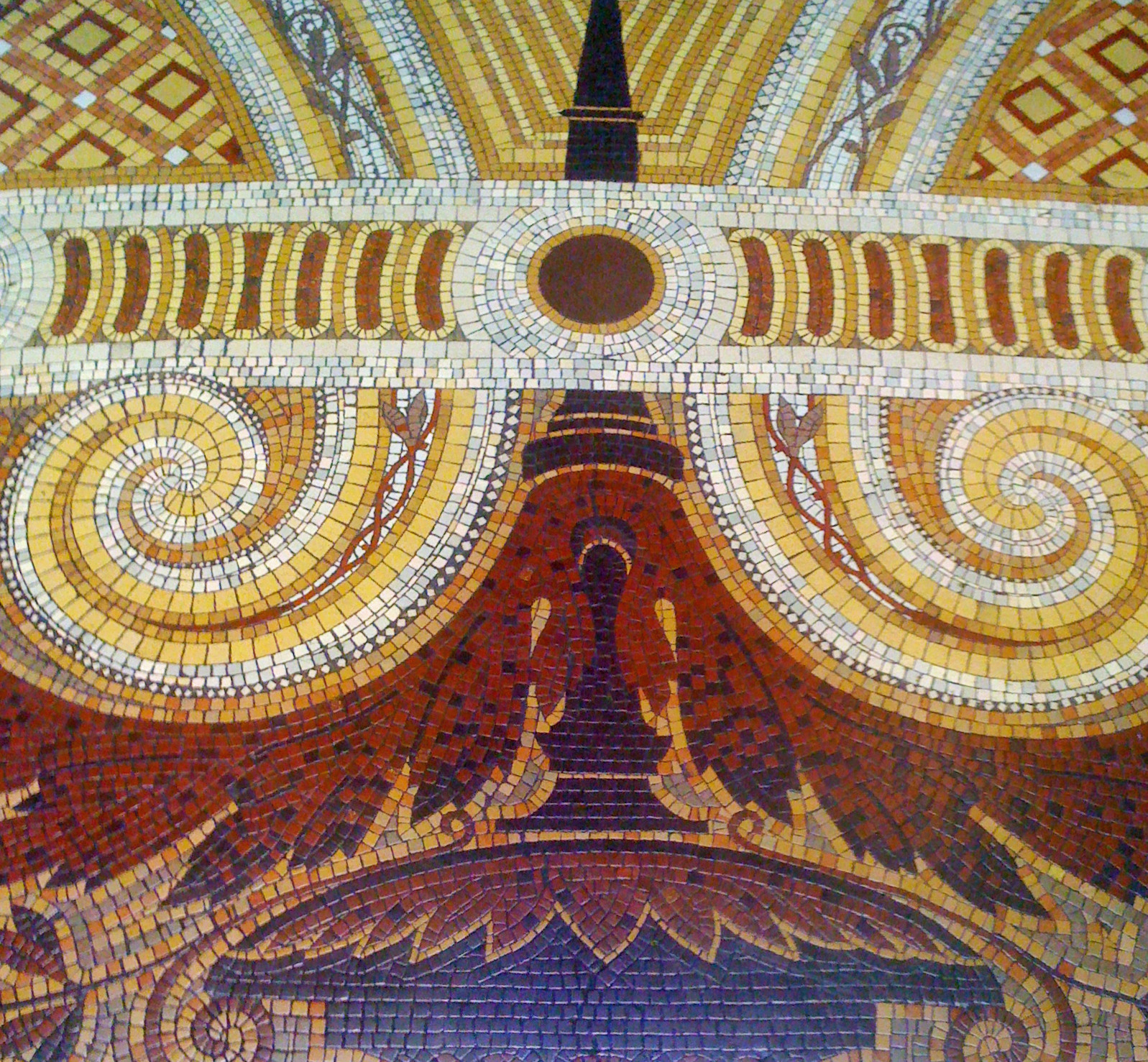
Detalles del mosaico del gran salón
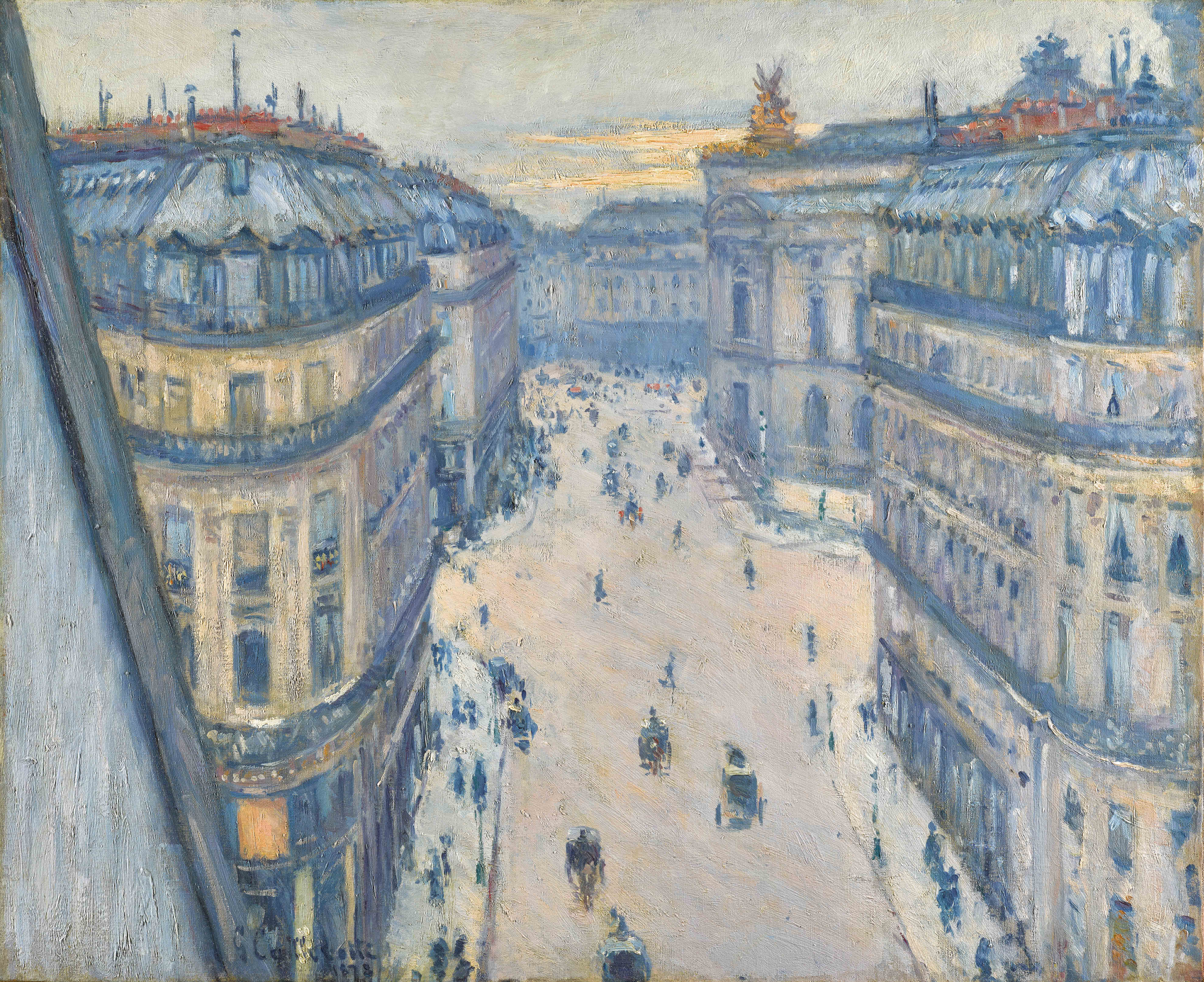
Vista desde el ático de Galeries Lafayette en rue Halévy - A la derecha, Société Générale.
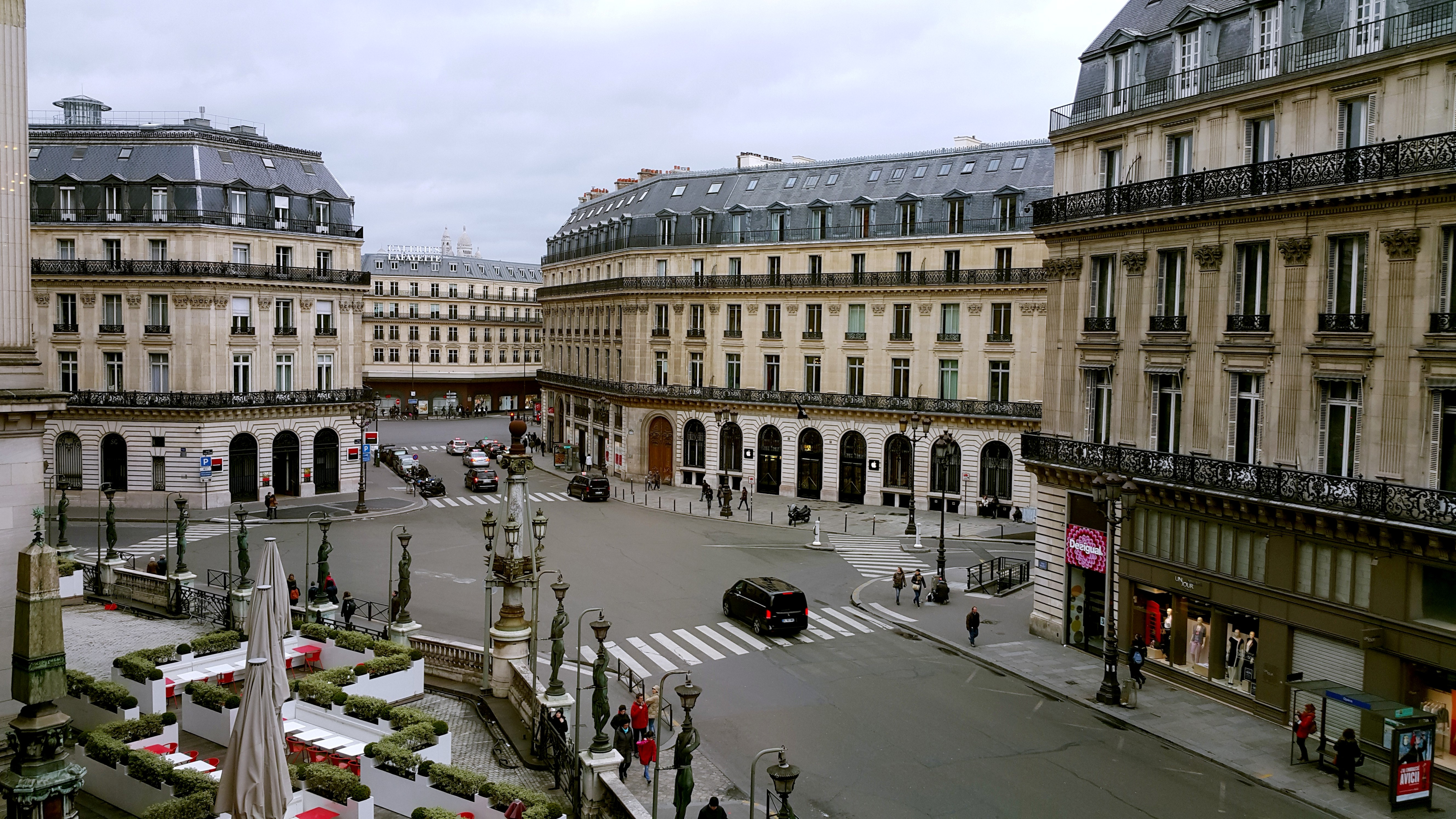
A la izquierda - Esquina rue Gluck, rue Halévy y place Jacques-Rouché - desde la Ópera Garnier
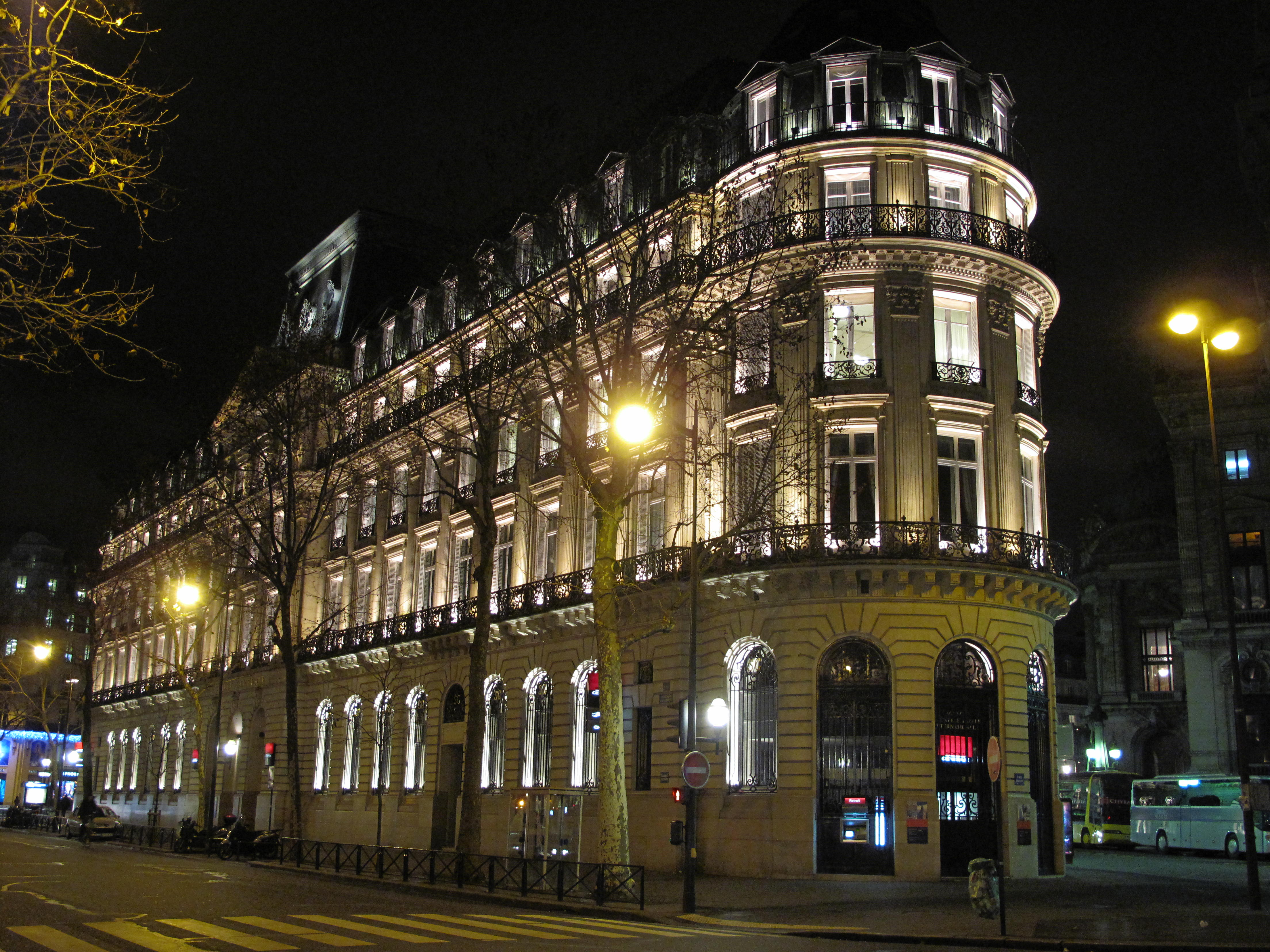
Esquina con rue Gluck - Gustave Caillebotte y su hermano viven en el tercer piso de la rotonda